# Liechtensteiner Cup 1985/86
Der Liechtensteiner Cup 1985/86 war die 41. Austragung des Fussballpokalwettbewerbs der Herren in Liechtenstein. Der FC Vaduz konnte seinen im Vorjahr gewonnenen Titel erfolgreich verteidigen.

## Teilnehmende Mannschaften
Folgende sieben Mannschaften nahmen am Liechtensteiner Cup teil:
| - FC Schaan - FC Vaduz - FC Ruggell - FC Triesenberg | - FC Balzers - USV Eschen-Mauren - FC Triesen |

## 1. Vorrunde
Der FC Vaduz hatte für diese Runde ein Freilos.
|                   | Ergebnis |            |
| ----------------- | -------- | ---------- |
| USV Eschen-Mauren | 0:2      | FC Balzers |
| FC Triesenberg    | 6:7      | FC Triesen |
| FC Ruggell        | 4:1      | FC Schaan  |

## Halbfinale
|            | Ergebnis |            |
| ---------- | -------- | ---------- |
| FC Balzers | 1:0      | FC Ruggell |
| FC Vaduz   | 5:1      | FC Triesen |

## Finale
Das Finale fand am 30. August 1986 in Vaduz statt.
| Datum      |          | Ergebnis |            |
| ---------- | -------- | -------- | ---------- |
| 30.08.1986 | FC Vaduz | 2:0      | FC Balzers |